# Clément Poitrenaud
Pour les articles homonymes, voir Poitrenaud.

a Compétitions nationales et continentales officielles uniquement.

b Matchs officiels uniquement.
Dernière mise à jour le 25 février 2017.
Clément Poitrenaud, né le 20 mai 1982 à Castres, est un joueur international français de rugby à XV évoluant au poste d'arrière ou de centre, reconverti par la suite en tant qu'entraîneur.
Après y avoir effectué la quasi-totalité de carrière en tant que joueur, il quitte en 2016 le Stade toulousain, pour rejoindre la province sud-africaine des Sharks, avant d'y revenir l'année suivante pour y passer ses diplômes d'entraîneur. Depuis 2019, il est entraîneur des arrières du Stade toulousain.
Avec le Stade toulousain, il remporte trois Coupe d'Europe en 2003, 2005 et 2010 ainsi que quatre fois le championnat de France en 2001, 2008, 2011 et 2012. Avec l'équipe de France, il remporte trois fois le Tournoi des Six Nations en 2004, 2007 et 2010.  

## Carrière

### En club
Né le 20 mai 1982, Clément Poitrenaud commence sa carrière professionnelle en 2001 avec le Stade toulousain. Lors de sa première saison, il remporte le championnat de France de rugby à XV en évoluant au poste de centre. Il sera classé 2ème meilleur espoir mondial par l'IRB à la fin de la saison (IRB Young Player of the Year).
Par la suite, il évolue plus souvent au poste d'arrière. Entre 2003 et 2005, il joue à ce poste trois finales consécutives en H-Cup et remporte celles de 2003 et 2005.
Le 24 mai 2003, il est titulaire à l'arrière en finale de la Coupe d'Europe au Lansdowne Road de Dublin face à l'USA Perpignan. Les Toulousains s'imposent 22 à 17 face aux catalans et Poitrenaud gagne ainsi sa première coupe d'Europe.

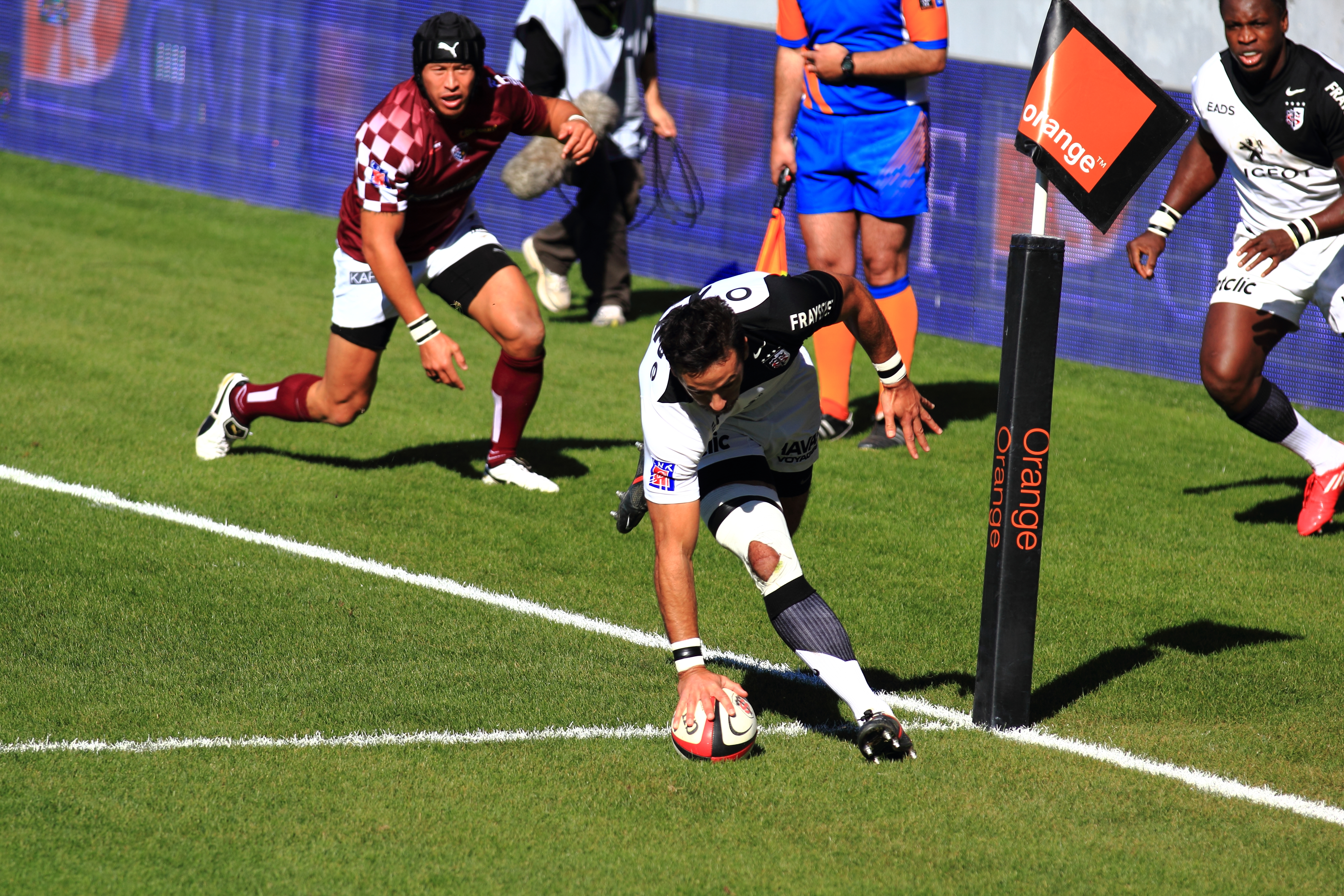
Clément Poitrenaud dans l'en-but de l’Union Bègles-Bordeaux en 2011.

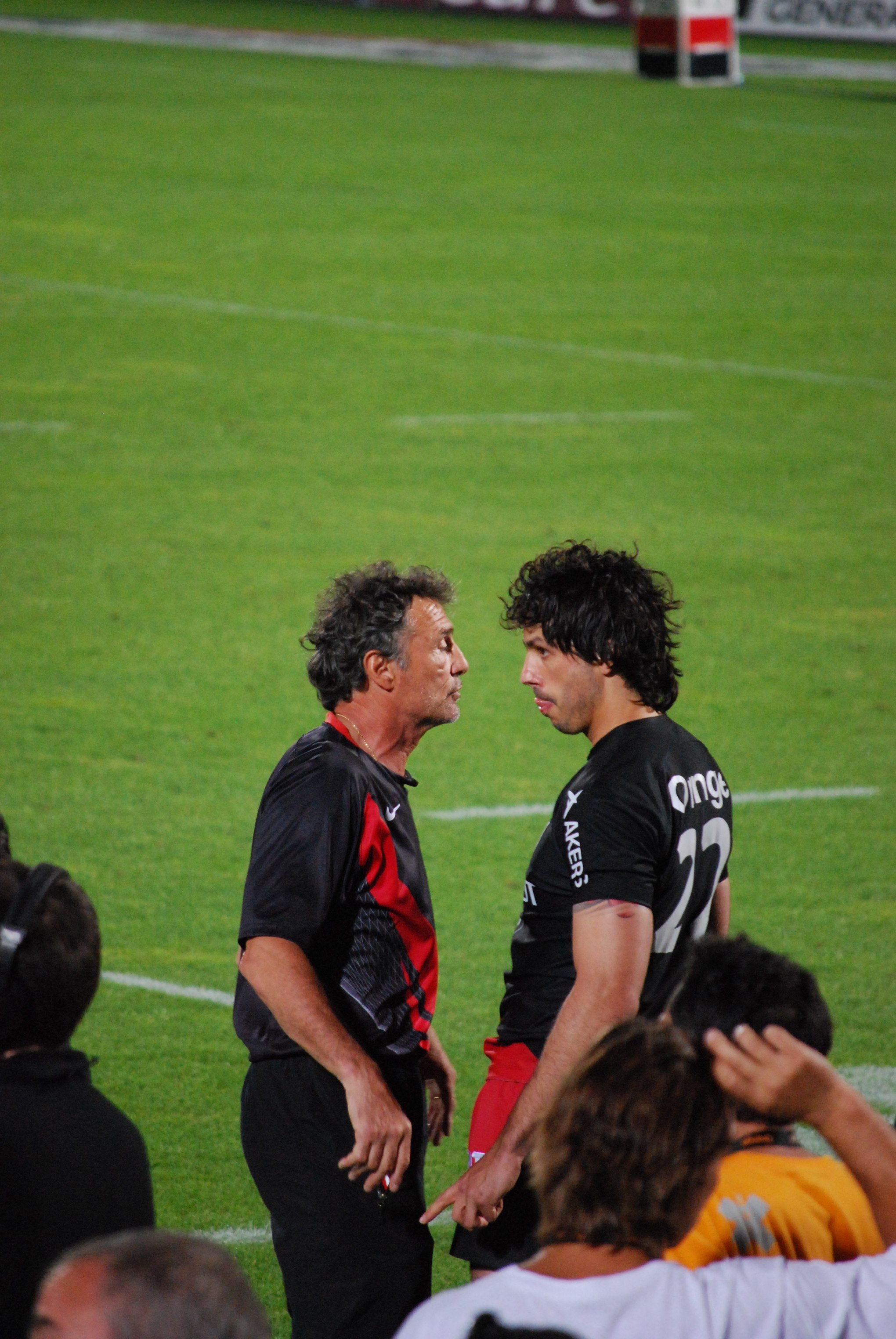
Guy Novès, ici en 2009, est le manager de Clément Poitrenaud au Stade toulousain de 2001 à 2015.

La saison suivante, il joue de nouveau la finale de la Coupe d'Europe qui se déroule cette fois au Stade de Twickenham à Londres face aux London Wasps. Il est encore titularisé à l'arrière, et, alors que les deux équipes sont à égalité à la 77e minute, il commet une erreur qui permet aux anglais de marquer un essai décisif : après un coup de pied, il regarde le ballon filer dans son en-but pensant avoir le temps de l'aplatir mais l'anglais Rob Howley, qui a suivi le coup de pied, parvient à marquer avant lui ! Les Wasps l'emportent ainsi sur le fil 27 à 20 empêchant les Toulousains de gagner un deuxième titre consécutif.
En 2005, ils arrivent à se qualifier une troisième fois consécutive en finale de Coupe d'Europe face au Stade français. Il est une nouvelle fois titulaire à l'arrière et les haut-garonnais sont de nouveau champion d'Europe en s'imposant 12 à 18 après prolongation.
Après une fracture du tibia en 2008, il revient très en forme à partir de 2009 face au Stade français et marque un essai pour sa reprise. En 2010, il dispute sa quatrième finale de H-Cup avec le Stade toulousain et remporte son troisième titre européen.

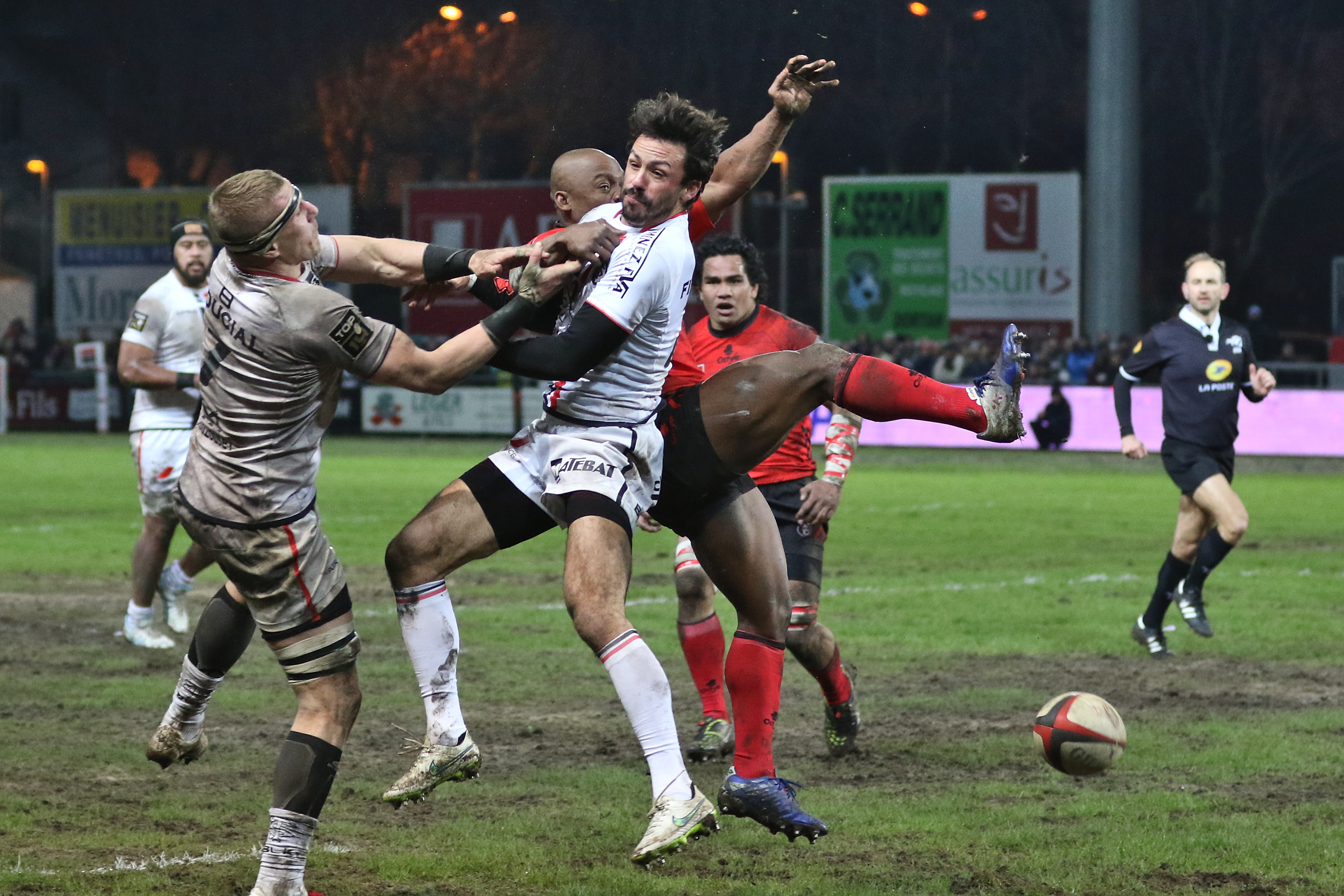
Clément Poitrenaud (en blanc au centre) avec le Stade toulousain lors d'un match contre Oyonnax en 2015.

En 2011, il est replacé au centre aux côtés de Yannick Jauzion ou encore de Florian Fritz alors que Cédric Heymans retrouve, lui, le poste d'arrière. Dix ans après son premier titre, le 4 juin 2011, il remporte son troisième bouclier de Brennus avec le Stade toulousain en jouant initialement, lors de la finale, second centre puis arrière après la sortie de Heymans.
Le 9 juin 2012, il remporte un deuxième bouclier de Brennus consécutif, lors de la finale disputée face au R.C.Toulon. Titulaire au poste d'arrière, il dispute le match en intégralité.
Le 4 mai 2016, Poitrenaud annonce sa décision de mettre un terme à sa carrière au sein du club toulousain à la fin de la saison. S'il souhaitait pourtant prolonger d'une année son contrat avec le Stade toulousain, il n'a néanmoins pas reçu de réponse positive de la part de ce dernier.
Parti du Stade toulousain à l'issue de la saison 2016-2017 et mettant a priori un terme à sa carrière, il s'engage finalement en octobre pour une pige chez les Sharks en Afrique du Sud. Il joue son premier match avec la franchise sud-africaine à l'occasion de la 1er journée de Super Rugby le 24 février 2017. Il joue au total 4 matchs de Super Rugby avant de mettre un terme à sa carrière.

### En équipe nationale
Initialement sélectionné pour la tournée d'été de 2001 en hémisphère Sud, le joueur doit renoncer à la sélection par forfait. 
Il honore alors sa première cape internationale en équipe de France le 10 novembre 2001 contre l'équipe d'Afrique du Sud. Il est titulaire lors des trois matchs de l'automne. Las, une luxation de l'épaule, puis une rechute de sa blessure en demi-finale contre Agen le prive du Tournoi des Six Nations et de la tournée en Argentine et en Australie en 2002. Nicolas Brusque en profite pour s'imposer comme titulaire à l'arrière. 
Il est titulaire durant le Tournoi des 6 nations 2003. Il participe aux tournées en Argentine et en Nouvelle-Zélande en 2003, précédant sa sélection pour la Coupe du Monde, où il partage son temps de jeu avec Nicolas Brusque, dont il est la doublure. Il rentre notamment à l'aile, lors de la demi-finale perdue. 
Rentrant en fin du dernier match du Tournoi 2004, au centre, il remporte le Grand Chelem. Il part avec les Bleus aux États-Unis et au Canada en 2004. 
A nouveau titulaire à plein temps dans le Tournoi 2007, il est le seul spécialiste au poste d'arrière durant la Coupe du Monde qui suit. Il perd toutefois sa place au profit de Damien Traille. 
Le 16 février 2008, alors qu'il s'apprêtait à revenir en équipe de France pour affronter l'Angleterre lors du Tournoi des six nations, Clément Poitrenaud doit déclarer forfait à cause d'une fracture (voir plus haut). Il est revenu sur les terrains au début de la saison 2008/2009. 
Il apparaît pendant le Tournoi des Six Nations 2009. Il revient et s'installe au poste d'arrière lors du Grand chelem 2010. Le 11 mai 2011, il n'est pas retenu par Marc Lièvremont pour disputer la Coupe du monde de rugby 2011 en Nouvelle-Zélande malgré une bonne fin de saison avec le Stade toulousain.
À la suite de la blessure de Maxime Médard face à l'Écosse, il réintègre le XV de France lors du tournoi des VI nations 2012 et est titulaire au poste d'arrière lors des 3 derniers matchs du tournoi (Irlande, Angleterre et Pays de Galles).

### Avec les Barbarians
En novembre 2005, il est sélectionné avec les Barbarians français pour jouer un match contre l'Australie A à Bordeaux. Les Baa-Baas s'inclinent 42 à 12.
En juin 2017, il est de nouveau sélectionné pour jouer avec les Barbarians français qui affrontent l'équipe d'Afrique du Sud A les 16 et 23 juin en Afrique du Sud. Remplaçant lors du premier match, il entre en cours de jeu et les Baa-baas s'inclinent 36 à 28 à Durban. Il ne dispute pas le second match (défaite 48 à 28 à Soweto).

## L'après carrière

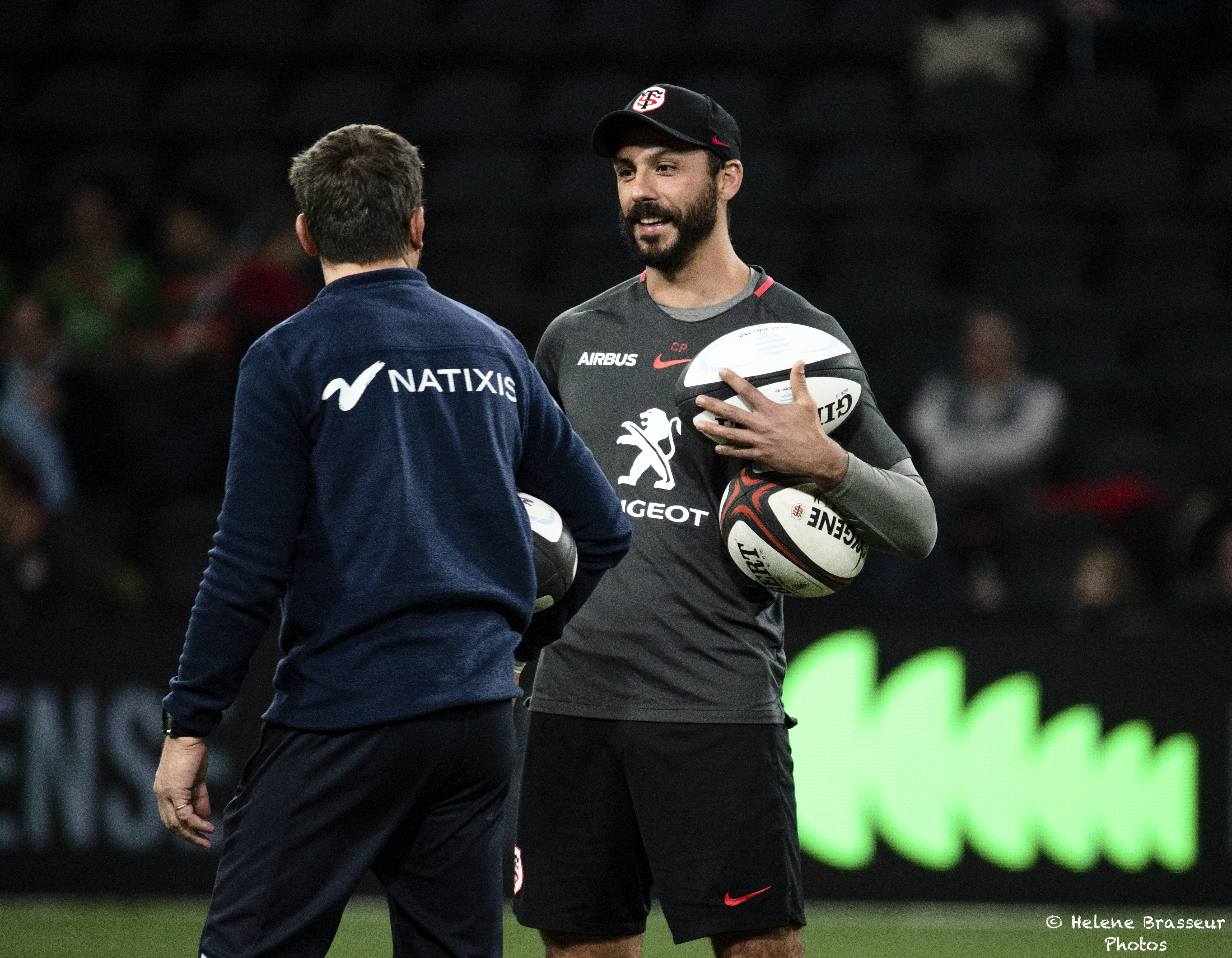
Clément Poitrenaud en 2020.

En 2017, après sa pige aux Sharks, il revient au Stade toulousain pour passer ses diplômes d'entraîneur et est mis à la disposition de l'ensemble du club pour épauler les entraîneurs du centre de formation ou de l'équipe professionnelle. En 2018, il devient entraîneur adjoint de l'équipe première, auprès du trio d'entraîneur Mola-Sonnes-Servat, et entraîneur de l'équipe espoir du club au côté de Jean Bouilhou. Le club remporte le Bouclier de Brennus à l'issue de sa première saison à ce poste. En 2019, il devient entraîneur des arrières de l'équipe professionnelle.
En 2017-2018, il est également consultant pour Canal+ pour commenter des matchs sur Canal+ Sport et participer à l'émission Late Rugby Club.

## Palmarès

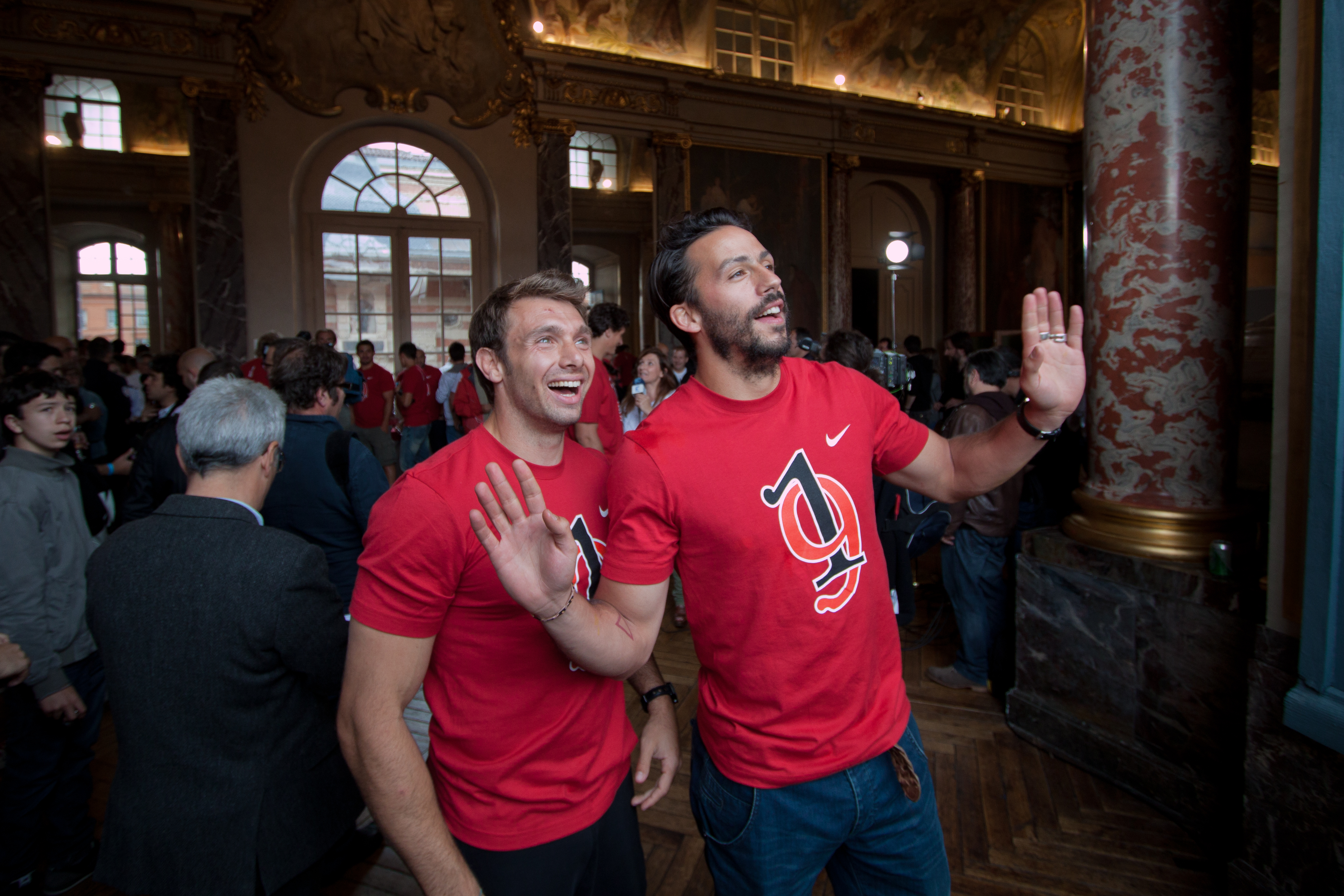
Vincent Clerc et Clément Poitrenaud fêtent le de champion de France du Stade toulousain en 2012.

### En club
Avec le Stade toulousain
- Championnat de France de première division :
  - Champion (4) : 2001, 2008, 2011 et 2012
  - Finaliste (2) : 2003 et 2006
- Coupe d'Europe :
  - Vainqueur (3) : 2003, 2005 et 2010
  - Finaliste (2) : 2004 et 2008
- Championnat de France Crabos :
  - Vainqueur (1) : 2000
- Championnat de France Alamercery :
  - Vainqueur (1) : 1999

### En équipe nationale

#### Coupe du monde

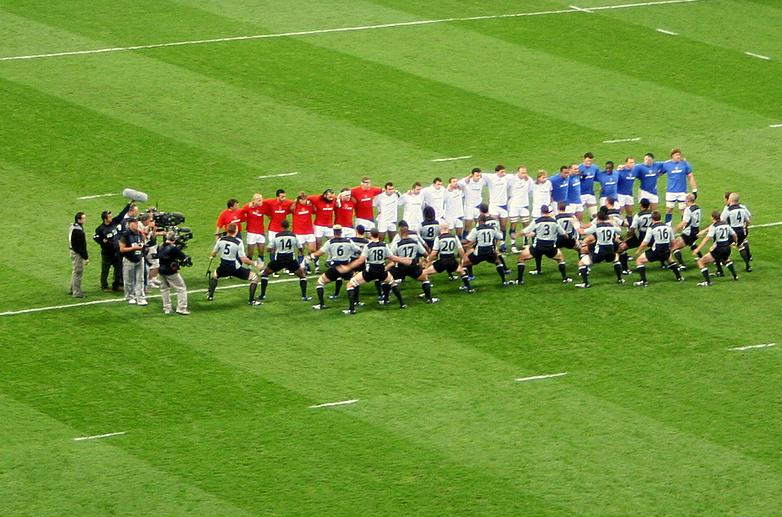
Quart-de-finale France - All Blacks en 2007.

| Édition        | Rang      | Résultats France | Résultats Poitrenaud | Matchs Poitrenaud |
| Australie 2003 | Quatrième | 5 v, 0 n, 2 d    | 2 v, 0 n, 2 d        | 4/7               |
| France 2007    | Quatrième | 4 v, 0 n, 3 d    | 3 v, 0 n, 1 d        | 4/7               |

Légende : v = victoire ; n = match nul ; d = défaite.

#### Tournoi des Six Nations
- Vainqueur : 2004 (Grand Chelem), 2007 et 2010 (Grand Chelem)

| Édition          | Rang | Résultats France | Résultats Poitrenaud | Matchs Poitrenaud |
| Six Nations 2003 | 3    | 3 v, 0 n, 2 d    | 3 v, 0 n, 2 d        | 5/5               |
| Six Nations 2004 | 1    | 5 v, 0 n, 0 d    | 1 v, 0 n, 0 d        | 1/5               |
| Six Nations 2007 | 1    | 4 v, 0 n, 1 d    | 4 v, 0 n, 1 d        | 5/5               |
| Six Nations 2009 | 3    | 3 v, 0 n, 2 d    | 1 v, 0 n, 1 d        | 2/5               |
| Six Nations 2010 | 1    | 5 v, 0 n, 0 d    | 5 v, 0 n, 0 d        | 5/5               |
| Six Nations 2011 | 2    | 3 v, 0 n, 2 d    | 2 v, 0 n, 1 d        | 3/5               |
| Six Nations 2012 | 4    | 2 v, 1 n, 2 d    | 0 v, 1 n, 2 d        | 3/5               |

Légende : v = victoire ; n = match nul ; d = défaite ; la ligne est en gras quand il y a Grand Chelem.

### Distinctions personnelles
- Nuit du rugby 2019 : Meilleur staff d'entraîneur du Top 14 (avec Ugo Mola, Régis Sonnes, William Servat et Laurent Thuéry) pour la saison 2018-2019
- Nuit du rugby 2021 : Meilleur staff d'entraîneur du Top 14 (avec Ugo Mola, Jean Bouilhou, Laurent Thuéry, Virgile Lacombe et Alan-Basson Zondagh) pour la saison 2020-2021
- Nuit du rugby 2023 : Meilleur staff d'entraîneur du Top 14 (avec Ugo Mola, Jean Bouilhou, Laurent Thuéry et Virgile Lacombe) pour la saison 2022-2023
- Nuit du rugby 2024 : Meilleur staff d'entraîneur du Top 14 (avec Ugo Mola, Jean Bouilhou, Laurent Thuéry et Virgile Lacombe) pour la saison 2023-2024

### En tant qu'entraîneur
- Champion de France en 2019, 2021, 2023 et 2024 avec Toulouse
- Champion d'Europe en 2021 et 2024 avec Toulouse

## Statistiques

### En équipe nationale
- 47 sélections
- 35 points (7 essais)
- Sélections par année : 3 en 2001, 12 en 2003, 5 en 2004, 1 en 2006, 11 en 2007, 2 en 2009, 7 en 2010, 3 en 2011, 3 en 2012
- Tournois des Six Nations disputés : 2003, 2004, 2007, 2009, 2010, 2011, 2012
- Équipe de France A : 1 sélection en 2004 (Italie A)
- Équipe de France -19 ans : vice-champion du monde 2001 au Chili face à la Nouvelle-Zélande
- Équipe de France -18 ans
- En coupe du monde :
  - 2003 : 4 sélections (Japon, États-Unis, Angleterre, Nouvelle-Zélande)
  - 2007 : 6 sélections (Namibie, Irlande, Géorgie, Argentine, Nouvelle-Zélande, Angleterre), 2 essais marqués contre la Géorgie et l'Argentine

#### Liste des essais
| Essai | Adversaire | Lieu                  | Stade                   | Compétition             | Date              | Résultat |
| ----- | ---------- | --------------------- | ----------------------- | ----------------------- | ----------------- | -------- |
| 1     | Fidji      | Saint-Étienne, France | Stade Geoffroy-Guichard | Test match              | 24 novembre 2001  | Victoire |
| 2     | Angleterre | Londres, Angleterre   | Twickenham Stadium      | Tournoi des six nations | 15 février 2003   | Défaite  |
| 3     | Écosse     | Paris, France         | Stade de France         | Tournoi des six nations | 23 février 2003   | Victoire |
| 4     | Canada     | Toronto, Canada       | York Stadium            | Test match              | 10 juillet 2004   | Victoire |
| 5     | Géorgie    | Marseille, France     | Stade Vélodrome         | Coupe du monde          | 30 septembre 2007 | Victoire |
| 6     | Argentine  | Paris, France         | Parc des Princes        | Coupe du monde          | 19 octobre 2007   | Défaite  |
| 7     | Irlande    | Paris, France         | Stade de France         | Tournoi des six nations | 13 février 2010   | Victoire |

### En club
| Saison                      | Club                        | Championnat | Championnat | Championnat | Coupe d'Europe | Coupe d'Europe | Coupe d'Europe |
| Saison                      | Club                        | Compétition | Matches     | Essais      | Compétitions   | Matches        | Essais         |
| --------------------------- | --------------------------- | ----------- | ----------- | ----------- | -------------- | -------------- | -------------- |
| 2000-2001                   | Stade toulousain            | Top 16      | 0           | 0           | Coupe d'Europe | 5              | 2              |
| 2001-2002                   | Stade toulousain            | Top 16      | 15          | 4           | Coupe d'Europe | 4              | 0              |
| 2002-2003                   | Stade toulousain            | Top 16      | 16          | 4           | Coupe d'Europe | 9              | 0              |
| 2003-2004                   | Stade toulousain            | Top 16      | 14          | 5           | Coupe d'Europe | 9              | 3              |
| 2004-2005                   | Stade toulousain            | Top 16      | 22          | 9           | Coupe d'Europe | 8              | 2              |
| 2005-2006                   | Stade toulousain            | Top 14      | 23          | 4           | Coupe d'Europe | 4              | 1              |
| 2006-2007                   | Stade toulousain            | Top 14      | 17          | 1           | Coupe d'Europe | 4              | 7              |
| 2007-2008                   | Stade toulousain            | Top 14      | 8           | 4           | Coupe d'Europe | 6              | 2              |
| 2008-2009                   | Stade toulousain            | Top 14      | 19          | 4           | Coupe d'Europe | 6              | 1              |
| 2009-2010                   | Stade toulousain            | Top 14      | 16          | 2           | Coupe d'Europe | 7              | 0              |
| 2010-2011                   | Stade toulousain            | Top 14      | 23          | 4           | Coupe d'Europe | 8              | 1              |
| 2011-2012                   | Stade toulousain            | Top 14      | 21          | 4           | Coupe d'Europe | 5              | 1              |
| 2012-2013                   | Stade toulousain            | Top 14      | 24          | 0           | Coupe d'Europe | 4              | 0              |
| 2013-2014                   | Stade toulousain            | Top 14      | 20          | 0           | Coupe d'Europe | 7              | 0              |
| 2014-2015                   | Stade toulousain            | Top 14      | 12          | 1           | Coupe d'Europe | 4              | 1              |
| 2015-2016                   | Stade toulousain            | Top 14      | 11          | 1           | Coupe d'Europe | 5              | 0              |
| Sous-total Stade toulousain | Sous-total Stade toulousain | Top 14      | 261         | 47          | Coupe d'Europe | 95             | 21             |

### Bilan en tant qu'entraîneur
| Saison      | Club             | Division | Poste                   | Classement                 | Coupe d'Europe         | Challenge européen |
| ----------- | ---------------- | -------- | ----------------------- | -------------------------- | ---------------------- | ------------------ |
| 2018 - 2019 | Stade toulousain | Top 14   | Entraîneur des arrières | Champion de France         | Éliminé en demi-finale | -                  |
| 2019 - 2020 | Stade toulousain | Top 14   | Entraîneur des arrières | 7e (arrêt du championnat)  | Éliminé en demi-finale | -                  |
| 2020 - 2021 | Stade toulousain | Top 14   | Entraîneur des arrières | Champion de France         | Champion d'Europe      | -                  |
| 2021 - 2022 | Stade toulousain | Top 14   | Entraîneur des arrières | 4e, éliminé en demi-finale | Éliminé en demi-finale | -                  |
| 2022 - 2023 | Stade toulousain | Top 14   | Entraîneur des arrières | Champion de France         | Éliminé en demi-finale | -                  |
| 2023 - 2024 | Stade toulousain | Top 14   | Entraîneur des arrières | Champion de France         | Champion d'Europe      | -                  |

## Style de jeu
Il est particulièrement connu pour ses qualités de relance ballon en main. Ses prises de risque, son jeu spectaculaire ont essuyé autant de critiques que d'éloges, ce qui lui a valu d'avoir une carrière inconstante en équipe de France.

## Activité en dehors du rugby
Il est égérie de la marque de vêtements Serge Blanco avec Yoann Huget et Alexis Palisson. Il a également représenté les marques Eden Park, TaquiPneu.
Initié par Florence At à la photographie, qu'il décrit comme « seconde passion », Clément Poitrenaud est le parrain du projet Reza. L'objectif est d'éveiller une cinquantaine de jeunes des quartiers de la Reynerie, du Mirail et de Bellefontaine, âgés de 12 à 17 ans, au langage de la photographie et de l'image.
Avec les photographes Maurice Cuquel et Florence At, ils exposent en février 2013 à la maison d'arrêt de Seysses, une série intitulée « Prison Saint-Michel (Toulouse), dix ans après ».